# 欧库尔
欧库尔（法語：Haucourt，法語發音：[okuʁ]）是法国上法蘭西大區加来海峡省的一个市镇，属于阿拉斯区。

## 地理
欧库尔（50°14'51"N, 2°57'13"E）面积6.06 平方千米，位于法国上法蘭西大區加来海峡省，该省份为法国北部沿海省份，西北濒北海，南至索姆省，东临北部省。
与欧库尔接壤的市镇（或旧市镇、城区）包括：雷米、维莱莱卡尼库尔、阿图瓦地区维斯、卡尼库尔、迪里、埃泰尔皮尼、昂德库尔-莱卡尼库尔。

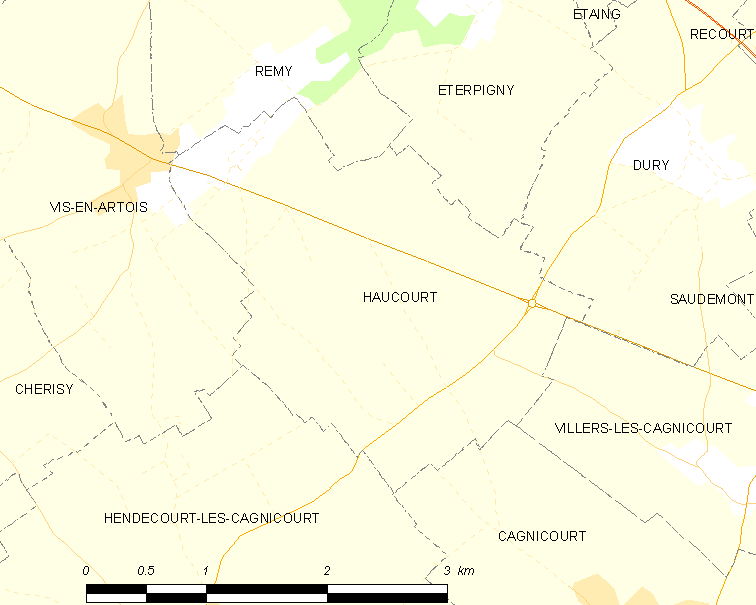
欧库尔的OSM定位图

欧库尔的时区为UTC+01:00、UTC+02:00（夏令时）。

## 行政
欧库尔的邮政编码为62156，INSEE市镇编码为62414。

## 政治
欧库尔所属的省级选区为布勒比耶尔县。

## 人口

1962-2008年间欧库尔人口变化图示

欧库尔于2022年1月1日时的人口数量为203人。